# Saccorgiana
Zlatne Stijene je uvala i gradska četvrt u gradu Puli koje administrativno spada pod mjesni odbor Veruda. Zlatne Stijene poznate su kao Saccorgiana, naziv koji su joj dali ribari u 19 stoljeću. Zlatne Stijene sa sjevera graniče s Bunarinom, s istoka sa sv. Ivanom, s juga s Jadranskim morem, a sa zapada s Monsivalom. Također, u starim zapisima piše da se područje Zlatnih stijena nekad nazivalo stara Saccorgiana, a područje Monsival nova Saciorgiana.

## Povijest
Dana 5. kolovoza 1915. nad Pulom je srušen talijanski ratni zračni brod Citta' di Iesi sa šesteročlanom posadom na čelu s Istraninom Brunom Brivonesiom. Zračni je brod pao nedaleko od svjetionika Porer, a sačuvana je i fotografija s nadrealnm scenom srušenog, još polunapuhanog cepelina u uvali Saccorgiana. Nakon zarobljavanja dio je posade prebačen u pulski zatvor, a dio na Kaštel koji je tada također služio kao zatvor.
Naime uvala Sacorgiana / Zlatne Stijene prvi je put službeno korištena 1884. kao vojna zona mornaričkog zrakoplovstva, a u toj je funkciji bila aktivna sve do 1968., kad je područje napušteno zbog izgradnje turističkih sadržaja u blizini, osim jednog objekta koje je kratko te godine korišten kao skladište ronilačke opreme. Godine 2012. otvaraju se mnogi rekreacijski sadržaji: kao oni na vodi, kafić, restoran, slastičarna, parking i igralište. Također, na tom se mjestu nalazila baterija Sacorgiana, koju je bombardiranjem uništila njemačka vojska 1945. tijekom Drugog svjetskog rata.   